# Маккензи, Джордж, 3-й граф Кромарти
Джордж Маккензи, 3-й граф Кромарти (англ. George Mackenzie, 3rd Earl of Cromartie; ок. 1703 — 28 сентября 1766) — шотландский пэр. Участник Восстания якобитов 1745 года.

## Биография
Родился около 1703 года. Сын Джона Маккензи, 2-го графа Кромарти (ок. 1656—1731), и от второго брака с Мэри Мюррей (1681 — до 1717), старшей дочери Патрика Мюррея, 3-го лорда Элибанка.
20 февраля 1731 года после смерти своего отца Джордж Маккензи унаследовал титулы 3-го графа Кромарти, 3-го виконта Тарбата и 3-го лорда Маклеода и Каслхейвена.
В 1745 году он присоединился к Чарльзу Эдварду Стюарту и участвовал в восстании якобитов до апреля 1746 года, когда он был взят в плен в Сазерленде после битвы при Литтлферри. Его судили и приговорили к смертной казни, но он получил условное помилование, хотя его звание пэра было утрачено, предположительно из-за того, что его жена была на тяжелом сроке беременности. Однако он оказался в крайней нищете, потому что семейные поместья и права были конфискованы в 1748 году.
Джордж Маккензи скончался 28 сентября 1766 года на Сохо-сквер в Лондоне, больше никогда не отправляясь к северу от реки Трент, в соответствии с условиями его помилования.

## Семья
23 сентября 1724 года Джордж Маккензи женился на Изабель Гордон (ок. 1706 — 23 апреля 1769), старшей дочери сэра Уильяма Гордона из Инвергордона, 1-го баронета (? — 1742), и Кристиан Гамильтон. У супругов было трое сыновей и девять дочерей:
- Джон Маккензи, лорд Маклауд (1727 — 2 апреля 1789), де-юре 4-й граф Кромарти, старший сын и очевидный наследник. Он сражался вместе со своим отцом в восстании 1745 года. Он также был признан виновным в государственной измене и приговорен к смертной казни, но получил полное помилование и был освобожден в 1748 году.
- Уильям Маккензи (ок. 1733—1736), который умер в детстве
- Джордж Маккензи (1741 — 4 июня 1787), полковник 71-го полка, умерший холостым.
- Изабелла Маккензи (ок. 1725 — 28 декабря 1801)[5] , вышедшая замуж за Джорджа Мюррея, 6-го лорда Элибанка (1706—1785), и имела двух дочерей (младшая умерла незамужней в 1849 году). В 1796 году леди Элибанк сменила в поместьях своего кузена Кеннета Маккензи, де-юре 5-го графа Кромарти (за исключением наследника). В 1861 году её правнучка Энн Хэй-Маккензи, 1-я графиня Кромарти (1829—1888) получила титул 1-й графини Кромарти.
- Леди Мэри Маккензи, 1-й муж — капитан Роберт Кларк из Лондона; 2-й муж — Томас Дрейтон, Южная Каролина; 3-й муж — Джон Эйнсли, Чарльстаун; 4-й — Генри Миддлтон из Чарльстауна, Южная Каролина.
- Леди Энн Маккензи (? — 18 января 1768), 1-й муж — достопочтенный Эдмонд Аткин из Южной Каролины: 2-й муж — доктор Джон Мюррей из Чарльстауна.
- Леди Кэролайн Маккензи (6 мая 1736 — 3 октября 1791), 1-й муж — мистер Дрейк из Лондона, 2-й муж — Уолтер Хантер из Полмуда и Крейлига.
- Леди Джин Маккензи, умершая в детстве
- Леди Амелия Маккензи, умершая в детстве
- Леди Маргарет Маккензи (? — 29 марта 1773), которая в 1769 году вышла замуж за Джона Глассфорда из Дугласауна, Дамбартон.
- Леди Огаста Маккензи (ок. 1747 — 20 января 1809), вышедшей замуж за сэра Уильяма Мюррея из Охтертайра.